# Бенешть (Белчешть, Вилча)
Бенешть, Бенешті (рум. Benești) — село у повіті Вилча в Румунії. Адміністративно підпорядковане місту Белчешть.
Село розташоване на відстані 175 км на захід від Бухареста, 62 км на південний захід від Римніку-Вилчі, 37 км на північ від Крайови.

## Населення
За даними перепису населення 2002 року у селі проживали 457 осіб.
Національний склад населення села:
| Національність | Кількість осіб | Відсоток |
| -------------- | -------------- | -------- |
| румуни         | 384            | 84,0%    |
| цигани         | 73             | 16,0%    |

Рідною мовою назвали:
| Мова      | Кількість осіб | Відсоток |
| --------- | -------------- | -------- |
| румунська | 386            | 84,5%    |
| циганська | 71             | 15,5%    |

## Видатні уродженці
- Петраке Поєнару — румунський вчений, винахідник, громадський діяч.